# Hindon, England
Hindon är en ort och civil parish i Storbritannien.   Den ligger i grevskapet Wiltshire och riksdelen England, i den södra delen av landet, 150 km väster om huvudstaden London.